# Червоное (Нижнегорский район)
Черво́ное (до 1945 года Ногайлы́-Ахма́т; укр. Червоне, крымскотат. Noğaylı Ahmat, Ногъайлы Ахмат) — село в Нижнегорском районе Республики Крым, входит в состав Митрофановского сельского поселения (согласно административно-территориальному делению Украины — Митрофановского сельского совета Автономной Республики Крым).

## Население
| 2001 | 2014 |
| ---- | ---- |
| 503  | ↘396 |

Всеукраинская перепись 2001 года показала следующее распределение по носителям языка
| Язык             | Процент |
| ---------------- | ------- |
| русский          | 68.19   |
| украинский       | 23.26   |
| крымскотатарский | 6.76    |
| другие           | 0.99    |

### Динамика численности
| - 1805 год — 78 чел. - 1864 год — 9 чел. - 1889 год — 64 чел. - 1900 год — 292 чел. - 1915 год — 226/40 чел. - 1926 год — 301 чел. | - 1939 год — 555 чел. - 1989 год — 503 чел. - 2001 год — 503 чел. - 2009 год — 498 чел. - 2014 год — 396 чел. |

## Современное состояние
На 2017 год в Червоном числится 9 улиц; на 2009 год, по данным сельсовета, село занимало площадь 11,5 гектара на которой, в 157 дворах, проживало 498 человек. В селе действуют средняя школа-детский сад, фельдшерско-акушерский пункт, библиотека-филиал № 43.

## География
Червоное — село в центре района, в степном Крыму, высота центра села над уровнем моря — 22 м. Ближайшие сёла: Буревестник в 2,5 км на юго-запад, Митрофановка в 1,5 км на юг и Линейное в 3,5 км на восток. Расстояние до райцентра — около 8 километров (по шоссе), там же ближайшая железнодорожная станция — Нижнегорская (на линии Джанкой — Феодосия). Транспортное сообщение осуществляется по региональной автодороге 35Н-371 Червоное — Митрофановка (по украинской классификации — С-0-10915).

## История
Современное село во времена Крымского ханства состояло, видимо, из двух частей, или приходов-маале — в Камеральном Описании Крыма… 1784 года они записаны, как Гаджи Аймат и Эрги Гаджи Аймат Насывского кадылыка Карасъбазарскаго каймаканства, что было причиной частой записи в первой половине XIX века Ногайлы-Ахмата, как двух отдельных деревень. После присоединения Крыма к России (8) 19 апреля 1783 года, (8) 19 февраля 1784 года, именным указом Екатерины II сенату, на территории бывшего Крымского Ханства была образована Таврическая область и деревня была приписана к Перекопскому уезду. После Павловских реформ, с 1796 по 1802 год, входила в Перекопский уезд Новороссийской губернии. По новому административному делению, после создания 8 (20) октября 1802 года Таврической губернии, Ногайлы-Ахмат был включён в состав Таганашминской волости Перекопского уезда.
Согласно Ведомости о всех селениях, в Перекопском уезде состоящих с показанием в которой волости сколько числом дворов и душ… от 21 октября 1805 года, в деревне Ногайчи-Ахмат в 9 дворах проживало 78 крымских татар. На военно-топографической карте генерал-майора Мухина 1817 года деревня Ногайче обозначена с 7 дворами, а Акмат — с 8. После реформы волостного деления 1829 года Ногайчи Акмат, согласно «Ведомости о казённых волостях Таврической губернии 1829 года», отнесли к Башкирицкой волости (переименованной из Таганашминской). На карте 1836 года в обозначенных раздельно деревнях Нагайчи 8 дворов и Ахмат — 10, а на карте 1842 года обе помечены условным знаком «малая деревня», то есть, менее 5 дворов.
В 1860-х годах, после земской реформы Александра II, деревню включили в состав Владиславской волости. В «Списке населённых мест Таврической губернии по сведениям 1864 года», составленном по результатам VIII ревизии 1864 года, Ахмат — владельческая деревня, с 1 дворами, 9 жителями и мечетью при колодцах. По обследованиям профессора А. Н. Козловского начала 1860-х годов, в селении вода в колодцах глубиной от 1,5—3 до 5 саженей (от 2 до 10 м) была частью солоноватая, а частью солёная. Согласно «Памятной книжке Таврической губернии за 1867 год», деревня Нагайчи Акмат была покинута жителями в 1860—1864 годах, в результате эмиграции крымских татар, особенно массовой после Крымской войны 1853—1856 годов, в Турцию и оставалась в развалинах. На трёхверстовой карте Шуберта 1865—1876 года деревня Акмат обозначена уже с 10 дворами. К 1886 году Владиславская волость была упразднена и в «Памятной книге Таврической губернии 1889 года», по результатам Х ревизии 1887 года, в деревне Ногайчи-Ахмат Байгончекской волости числилось 12 дворов и 64 жителя.
После земской реформы 1890 года деревню отнесли к Ак-Шеихской волости. По «…Памятной книжке Таврической губернии на 1900 год» в деревне Нагайчи-Ахмат числилось 292 жителя в 40 дворах. По Статистическому справочнику Таврической губернии. Ч.II-я. Статистический очерк, выпуск пятый Перекопский уезд, 1915 год, в деревне Ногайчи-Ахмат Ак-Шеихской волости Перекопского уезда числилось 52 двора (48 дворов с землёй, 4 — безземельные) с татарским населением в количестве 226 человек приписных жителей и 40 — «посторонних», из которых 137 мужчин и 129 женщин. Жители владели 1166 десятинами удобной земли. В хозяйствах имелось 80 лошадей, 70 волов, 35 коров и 160 голов мелкого скота.
После установления в Крыму Советской власти, по постановлению Крымревкома № 206 «Об изменении административных границ» от 8 января 1921 года была упразднена волостная система, Перекопский уезд переименовали в Джанкойский, в составе которого был создан Джанкойский район. В 1922 году уезды преобразовали в округа. 11 октября 1923 года, согласно постановлению ВЦИК, в административное деление Крымской АССР были внесены изменения, в результате которых округа были отменены и Джанкойский район стал основной административной единицей и село включили в его состав. Согласно Списку населённых пунктов Крымской АССР по Всесоюзной переписи 17 декабря 1926 года, в селе Ногайлы-Ахмат, центре Ногайлы-Ахматского сельсовета Джанкойского района, числилось 65 дворов, из них 64 крестьянских, население составляло 301 человек, из них 210 татар, 45 украинцев, 36 русских, 9 немцев, 1 белорус, действовала татарская школа. Постановлением ВЦИК «О реорганизации сети районов Крымской АССР» от 30 октября 1930 года, был создан Сейтлерский район (по другим сведениям 15 сентября 1931 года) и село включили в его состав. По данным всесоюзной переписи населения 1939 года в селе проживало 555 человек.
В 1944 году, после освобождения Крыма от фашистов, согласно Постановлению ГКО № 5859 от 11 мая 1944 года, 18 мая крымские татары были депортированы в Среднюю Азию. 12 августа 1944 года было принято постановление № ГОКО-6372с «О переселении колхозников в районы Крыма» и в сентябре 1944 года в район приехали первые новоселы (320 семей) из Тамбовской области, а в начале 1950-х годов последовала вторая волна переселенцев из различных областей Украины. Указом Президиума Верховного Совета РСФСР от 21 августа 1945 года Ногайчи-Ахмат был переименован в Червонное и Ногайчи-Ахматский сельсовет — в Червонновский. С 25 июня 1946 года Червоное в составе Крымской области РСФСР, а 26 апреля 1954 года Крымская область была передана из состава РСФСР в состав УССР. Время упразднения сельсовета и включения в Митрофановский пока не установлено: на 15 июня 1960 года село уже числилось в его составе. Также неизвестно, когда утвердилось написание названия с одним «н» — в справочнике «Крымская обл. — 1977 год» Червонное ещё с удвоенной буквой. По данным переписи 1989 года в селе проживало 503 человека. С 12 февраля 1991 года село в восстановленной Крымской АССР, 26 февраля 1992 года переименованной в Автономную Республику Крым. С 21 марта 2014 года в составе Крыма аннексировано Россией.